# Мараси
Мараси (хорв. Marasi) — населений пункт у Хорватії, в Істрійській жупанії у складі громади Врсар.

## Населення
Населення за даними перепису 2011 року становило 66 осіб.
Динаміка чисельності населення поселення:

## Клімат
Середня річна температура становить 13,81 °C, середня максимальна – 27,12 °C, а середня мінімальна – -0,17 °C. Середня річна кількість опадів – 837 мм.
| Клімат поселення                              | Клімат поселення | Клімат поселення | Клімат поселення | Клімат поселення | Клімат поселення | Клімат поселення | Клімат поселення | Клімат поселення | Клімат поселення | Клімат поселення | Клімат поселення | Клімат поселення | Клімат поселення |
| Показник                                      | Січ.             | Лют.             | Бер.             | Квіт.            | Трав.            | Черв.            | Лип.             | Серп.            | Вер.             | Жовт.            | Лист.            | Груд.            |                  |
| Середній максимум, °C                         | 10,12            | 10,71            | 13,84            | 17,24            | 22,29            | 26,44            | 27,12            | 26,82            | 22,33            | 17,87            | 12,95            | 9,52             |                  |
| Середня температура, °C                       | 4,97             | 5,55             | 8,68             | 12,08            | 17,13            | 21,29            | 23,68            | 23,38            | 18,89            | 14,42            | 9,51             | 6,08             |                  |
| Середній мінімум, °C                          | −0,17            | 0,40             | 3,53             | 6,94             | 11,96            | 16,12            | 20,23            | 19,94            | 15,45            | 10,98            | 6,08             | 2,63             |                  |
| Норма опадів, мм                              | 61               | 50               | 59               | 67               | 62               | 71               | 48               | 73               | 80               | 96               | 96               | 74               |                  |
| Середньомісячна швидкість вітру, м/с          | 2.20             | 2.45             | 2.57             | 2.57             | 2.30             | 2.22             | 2.22             | 2.17             | 2.22             | 2.40             | 2.48             | 2.37             |                  |
| Середньомісячна сонячна радіація, кДж/м²·день | 4465             | 7424             | 10781            | 15317            | 19543            | 21423            | 22541            | 19455            | 14257            | 9091             | 4947             | 3813             |                  |
| --------------------------------------------- | ---------------- | ---------------- | ---------------- | ---------------- | ---------------- | ---------------- | ---------------- | ---------------- | ---------------- | ---------------- | ---------------- | ---------------- | ---------------- |
| Джерело:                                      |                  |                  |                  |                  |                  |                  |                  |                  |                  |                  |                  |                  |                  |